# Gymnogobius scrobiculatus
Gymnogobius scrobiculatus är en fiskart som först beskrevs av Takagi, 1957.  Gymnogobius scrobiculatus ingår i släktet Gymnogobius och familjen smörbultsfiskar. Inga underarter finns listade i Catalogue of Life.